# Euchelipluma arbuscula
Euchelipluma arbuscula är en svampdjursart som först beskrevs av Topsent 1928.  Euchelipluma arbuscula ingår i släktet Euchelipluma och familjen Guitarridae. Inga underarter finns listade i Catalogue of Life.